# Bankattest
Een bankattest is in het Belgische ondernemingsrecht een schriftelijk bewijs dat het maatschappelijk kapitaal (oprichtingskapitaal) van de onderneming of onderneming in oprichting daadwerkelijk is volstort bij de bank. Elke vennootschap moet over zo'n attest beschikken. Het is vooral van belang bij de oprichting van een vennootschap (het attest moet dan aan de notaris worden overhandigd) en bij kapitaalverhoging van de onderneming.